# Lac False River
Le lac False River, est un lac situé à côté de la ville de New Roads, dans la paroisse de Pointe Coupée en Louisiane. Ce lac est un ancien bras mort en forme de fer à cheval du fleuve Mississippi qui s'étend à une quarantaine de kilomètres au nord-ouest de la ville de Bâton-Rouge.

## Géographie
Le lac False River s'est créé à l'emplacement d'un ancien bras mort du Mississippi il y a quelques siècles seulement. Il est le plus grand bras mort de la Louisiane.
Le lac False River a une largeur moyenne de sept cents mètres pour une longueur d'environ 17 kilomètres. Le lac a pris la place de l'ancien méandre du Mississippi en forme de lettre "C" ou de fer à cheval. Deux chenaux alimentent ce lac depuis le fleuve Mississippi, l'un au nord et l'autre au sud du lac.
Plusieurs villages bordent ce lac, New Roads et Ventress, au nord ; False River et Parlange à l'ouest ; Jarreau et Dupont à l'est ; Lakeland, Chenal et Rougon au sud.

## Histoire
Le nom de False River est l'anglicisation du nom de « Fausse Rivière » qui lui fut attribué par l'explorateur français, Pierre Le Moyne d'Iberville, lors de la colonisation française de l'Amérique et la reconnaissance des territoires de la Louisiane française de la Nouvelle-France. Ce dernier constata que ce cours d'eau n'était en effet qu'un bras mort du Mississippi.
Le lac False River est aujourd'hui un lieu touristique qui attire les plaisanciers pour la voile, la pêche et les restaurants entourant le lac.